# Elpinice (fille de Miltiade)
Pour les articles homonymes, voir Elpinice (homonymie).

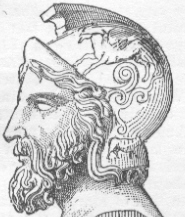
Miltiade le Jeune, père d'Elpinice.

Elpinice était une femme de la noblesse de l'Athènes classique ayant vécu vers 450 avant J.-C. 

## Biographie
Elle était la fille de Miltiade, stratège athénien et demi-sœur de Cimon, politicien et stratège athénien.
Elpinice est citée par Plutarque dans son œuvre Vies parallèles des hommes illustres dans le tome consacré à la vie de Péricles. Elle y apparaît à deux reprises dans des confrontations politiques avec l'homme d'État athénien.
La loi en Grèce antique permettant le mariage entre un frère et une sœur, s'ils étaient nés de mères différentes, Elpinice fut un temps mariée à son frère Cimon, mais fut ensuite donnée en mariage à Callias, homme politique d'Athènes.  Callias avait obtenu Elpinice en mariage à condition de payer au nom de Cimon une amende qui avait été imposée à Miltiade et pour laquelle Cimon était devenu redevable.
De l'union d'Elpinice et de Callias naquit Hipponicos.
Lorsque Cimon fut accusé de trahison pour avoir été corrompu par Alexandre Ier de Macédoine, Elpinice intercéda auprès de Périclès et négocia son acquittement.

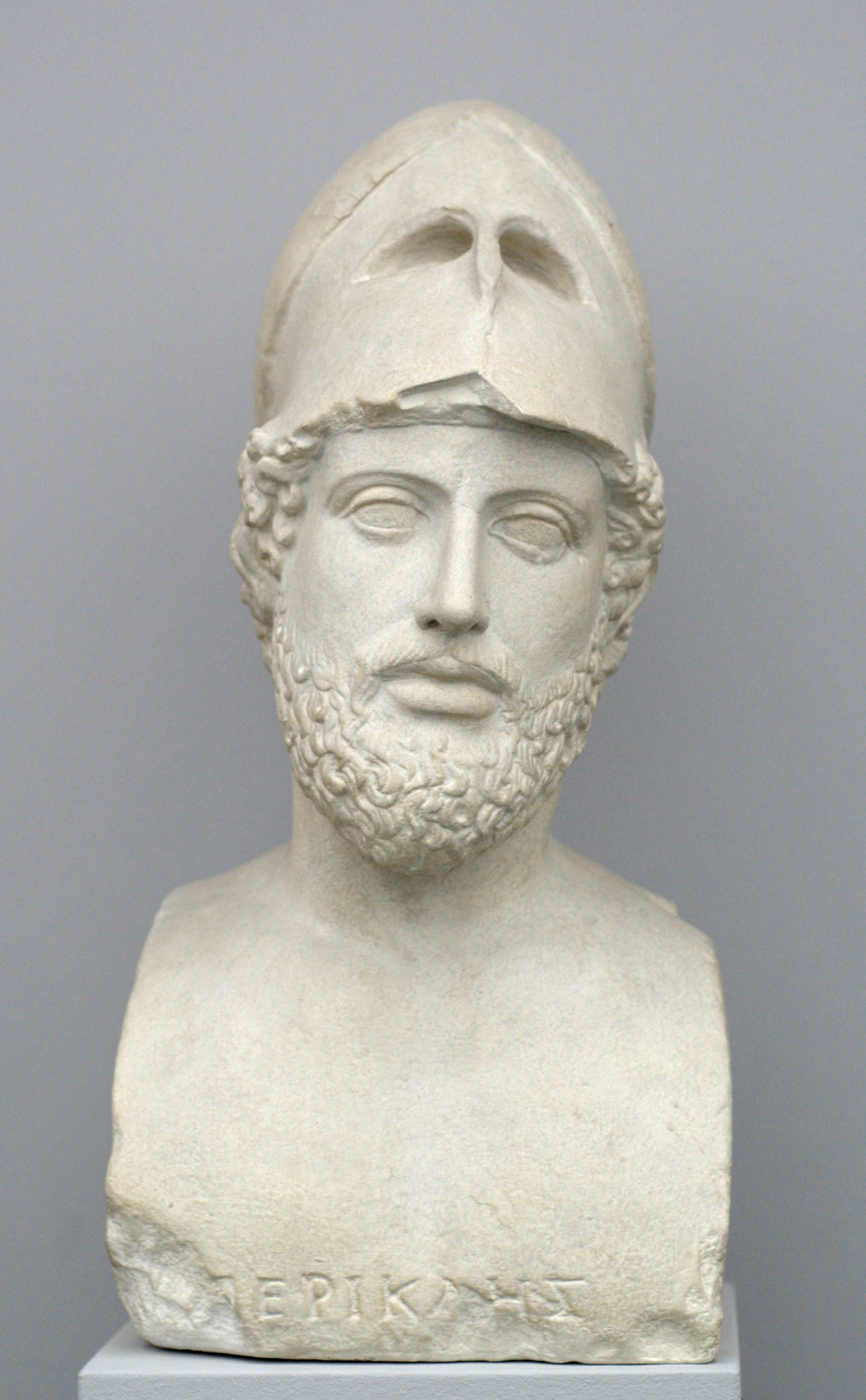
Périclès reprocha à Elpinice son franc-parler.

Lorsque le peuple de l'île de Samos se révolta contre le gouvernement d'Athènes, Périclès leur déclara la guerre et détruisit leurs cités, confisquant leurs navires et les soumettant au paiement d'une importante amende. Plutôt que de célébrer la victoire d'Athènes, Elpinice fut la seule à clamer que c'était une victoire d'Athènes contre son propre peuple et non contre ses véritables ennemis tels les Phéniciens ou les Mèdes.
Périclès la rabroua avec ces mots : « En tant que vieille femme vous ne devriez pas vous oindre d'huiles ». Il ridiculisa ainsi son intervention et en même temps sous-entendit que le seul pouvoir des femmes résidait dans leur sexualité.
Le peintre grec Polygnote de Thasos (mythologie) fut son amant. Dans son tableau intitulé Les Troyennes captives, Laodicé, la femme troyenne, est représentée sous les traits d'Elpinice,. La statue d'Aphrodite Sosandra par le sculpteur Calamis la représente probablement également.
À sa mort Elpinice fut enterrée auprès des membres de sa propre famille et non avec la famille de ses époux, confirmant ainsi ses liens de fidélité et de loyauté envers son frère.

## Postérité

### Art contemporain
- Elpinice figure parmi les 1 038 femmes référencées dans l'œuvre d’art contemporain The Dinner Party (1979) de Judy Chicago. Son nom y est associé à Aspasie[11],[12].